# 镇海站 (庆尚南道)
鎮海站（：／ Jinhae yeok */?）是位于韩国庆尚南道昌原市镇海区余佐洞的一座鐵路站，属于镇海线。

## 历史
- 1926年11月11日 - 落成使用。

## 相鄰車站
韓國鐵道公社
鎮海線
慶和－鎮海－統海